# Трухильо, Эктор
Э́ктор Бьенвени́до Трухи́льо Моли́на (исп. Héctor Bienvenido Trujillo Molina; 6 апреля 1908, Сан-Кристобаль, Доминиканская Республика — 19 октября 2002, Майами, США) — доминиканский военный и политический деятель, занимавший пост президента Доминиканской Республики с 16 августа 1952 года по 3 августа 1960 года. Генералиссимус (1959).

## Биография
Эктор Трухильо был самым младшим братом доминиканского диктатора Рафаэля Трухильо и получил прозвище Негро (исп. El Negro) за свой тёмный цвет кожи.
После прихода старшего брата к власти в 1930 году Эктор поступил на службу в армию, быстро продвигаясь там по служебной лестнице. Он дослужился до звания генерал-майора и получил должность Государственного секретаря армии и флота в 1942 году. В 1994 Эктор Трухильо получил воссозданное звание генерала армии. Помимо военной карьеры он занимался личным обогащением и приобретением земель. Будучи также предрасположенным к любовным похождениям, он обручился с Альмой Маклафин в 1937, однако женился на ней лишь 22 года спустя, в декабре 1959 года.

## Президентство
Эктор Трухильо выполнял роль «марионеточного» президента при диктатуре своего старшего брата с августа 1952 года. Он дважды «избирался» президентом Доминиканской Республики на безальтернативной основе, соответственно набирая 100 % голосов на выборах 1952 и 1957 годов. В 1959 году Рафаэль Трухильо присвоил младшему брату звание генералиссимуса. Эктор ушёл с поста президента 8 лет спустя после своего назначения в результате перестановок в правительстве. Официальной причиной ухода послужило состояние здоровья Эктора.

## После президентства
С ноября 1961 года после убийства Рафаэля Трухильо и перемен в стране Эктор находился в эмиграции, он умер естественной смертью 19 октября 2002 в городе Майами (США) в возрасте 94 лет.